# Nudow
Nudow è una frazione del comune tedesco di Nuthetal, nel Brandeburgo.

## Storia
Nudow fu citata per la prima volta nel 1359, e costituiva un piccolo centro rurale.
Il 26 ottobre 2003 il comune di Nudow fu fuso con i comuni di Bergholz-Rehbrücke, Fahlhorst, Philippsthal, Saarmund e Tremsdorf, formando il nuovo comune di Nuthetal.